# Émile-Coriolan Guillemin
Émile-Coriolan Guillemin, llamado Émile Guillemin (París, 16 de octubre de 1841-París, 1907) fue un escultor francés, de la Belle Époque.
En cooperación con Alfred Barye, hizo la obra de arte llamada Caballo árabe.
Participó en el Salon des Artistes Français en 1870, con dos esculturas en yeso de gladiadores romanos, cuyas versiones en bronce fueron adquiridas por el Estado francés para el Castillo de Saint-Germain-en-Laye. Guillemin colaboró con importantes editoriales de arte, como Barbedienne y Christofle.
En 2008, su escultura de bronce de 1884, Femme Kabyle d'Algérie et Janissaire du Sultan Mahmoud II (Mujer cabila de Argelia y jenízaro del sultán Mahmud II), fue vendida por 1 202 500 dólares más los honorarios en una subasta en Nueva York a un coleccionista privado a través de la casa de subastas Sotheby's. 
Émile Coriolan Hippolyte Guillemin debutó en el Salón de París de 1870, donde exhibió una pareja de gladiadores romanos, Retaire y Mirmillon, inspirados en la antigüedad. Guillemin se especializó en obras figurativas y se inspiró mucho en Oriente Medio y su exotismo. Las representaciones de halconeros indios, doncellas turcas y cortesanas japonesas establecieron firmemente la reputación de Guillemin como escultor orientalista desde mediados de la década de 1870.
Guillemin continuó exponiendo en el Salón hasta finales de la década de 1890, donde exhibió una serie de bustos de mujeres orientales en bronce. Sus bustos forman parte del movimiento orientalista y, por tanto, de un contexto particular: Guillemin viajó al norte de África y la cuenca mediterránea para identificar las características antropológicas de las diferentes culturas locales.

## Museos
Canadá
- Montreal, Museo de Bellas Artes : Eliézer y Rebeca.[3]

Estados Unidos
- Ocala, Florida, Appleton Museum of Art : Jinete árabe, hacia 1900, bronce, en colaboración con Alfred Barye.[4]
- Stanford, Iris & B. Gerald Cantor Center for Visual Arts : Napoleón, estatuilla en bronce.[5]
- Greenville, Universidad Bob Jones : Rebeca dando de beber al sirviente de Abraham, hacia 1870-1895, grupo en bronce.[6]

Francia
- París :
  - Museo del Louvre : pareja de Moriscas (atribuido), estatuas en bronce;[7] Caballo árabe.
  - Museo de Orsay : La Aurora, 1867, placa de bronce dorado adornando la parte inferior de un armario de Charles-Guillaume Diehl.[8]

## Obras famosas
- Su escultura ecuestre, El caballo árabe (en inglés: Arab horse), expuesta en el Museo del Louvre en París, está firmada tanto por él como por Alfred Barye.
- Femme kabyle d'Algérie et Janissaire du sultan Mahmoud II, 1884, París.
- Mauresque, 1889, Museo del Louvre, París.

## Enlaces
- Rembrandt Bugatti
- Alberto Giacometti
- Caballo árabe (Guillemin)